# Arber Gashi
Arber Gashi, född 28 december 1994 i Hultsfred, är en svensk politiker (socialdemokrat). Han är ordinarie riksdagsledamot sedan 2024, invald för Hallands läns valkrets. Han ersatte den föredetta riksdagsledamoten Adnan Dibrani, som fick en plats i Europaparlamentet. Gashi är sedan 2025 ordförande för Unga Örnars riksförbund.